# Enicospilus furius
Enicospilus furius là một loài tò vò trong họ Ichneumonidae.